# Callipotnia angulifera
Callipotnia angulifera là một loài bướm đêm trong họ Geometridae.